# 荀慶震
荀 慶震（朝鮮語: 순경진）は、高麗の文官であり、朝鮮氏族の鴻山荀氏の始祖である。
中国河南省に起源を持ち、中国周の文王が息子を荀侯に封じて、子孫が荀氏を創始したが、荀慶震はその一族として生まれた。